# NFTO
NFTO Pro Cycling is een Britse continentale wielerploeg. Ze werd opgericht in 2014, eerder was het team wel al aanwezig in amateurwedstrijden.

## Renners 2014
| Naam            | Geboortedatum    | Nationaliteit       | Ploeg 2013         |
| --------------- | ---------------- | ------------------- | ------------------ |
| Dale Appleby    | 19 december 1986 | Verenigd Koninkrijk | ?                  |
| Ryan Bevis      | 8 januari 1982   | Verenigd Koninkrijk | Amator NFTO        |
| Adam Blythe     | 1 oktober 1989   | Verenigd Koninkrijk | BMC                |
| Russell Downing | 23 augustus 1978 | Verenigd Koninkrijk | Team NetApp-Endura |
| Dean Downing    | 24 januari 1975  | Verenigd Koninkrijk | Madison-Genesis    |
| Samuel Harrison | 24 juni 1992     | Verenigd Koninkrijk | Neo                |
| Joshua Hunt     | 3 april 1991     | Verenigd Koninkrijk | Team UK Youth      |
| James Lewis     | 1 november 1990  | Verenigd Koninkrijk | Amator NFTO        |
| James Lowsley   | 12 januari 1992  | Verenigd Koninkrijk | Team UK Youth      |
| James McCallum  | 17 april 1979    | Verenigd Koninkrijk | Rapha Condor       |
| Jon Mould       | 4 april 1991     | Verenigd Koninkrijk | Neo                |
| Matthew Rowe    | 28 april 1988    | Verenigd Koninkrijk | Amator NFTO        |
| Sam Williams    | 18 maart 1994    | Verenigd Koninkrijk | Neo                |
| Hugh Wilson     | 18 april 1987    | Verenigd Koninkrijk | Amator NFTO        |
| John Wood       | 12 januari 1970  | Verenigd Koninkrijk | Amator NFTO        |